# Théon d'Alexandrie
Pour les articles homonymes, voir Théon.
Théon d'Alexandrie (env. 335 - env. 405) était un érudit d'Alexandrie, connu notamment pour son édition des Éléments d'Euclide. Il est parfois désigné par le nom de Théon le Jeune (pour le distinguer de Théon de Smyrne, dit Théon l'Ancien). Il est le père de la philosophe, astronome et mathématicienne Hypatie.

## Biographie
Théon était éditeur et commentateur de textes mathématiques. Il a éduqué sa fille Hypatie (tuée en 415), plus tard dite « martyre païenne », en l'initiant à la mathématique et à la philosophie. Selon Socrate le Scolastique, Hypatie enseignait les sciences, domaine dans lequel elle surpassait les autres philosophes de son temps, à l'école de Platon et de Plotin d'Alexandrie.

## Travaux

### Mathématiques
L'ouvrage le plus marquant de Théon est peut-être son édition des Éléments d'Euclide, publiée autour de 364, et ayant autorité jusqu'au XIXe siècle. La plupart de ses travaux sont des commentaires sur d'importants ouvrages par ses prédécesseurs helléniques. Ceux-ci incluent des « conférences » (Synousiai) sur Euclide.

### Astronomie
Théon est l'un des "grands commentateurs" de Ptolémée, peut-être le plus grand. Il rédigea donc des commentaires (Exegeseis) sur les "Tables faciles" et l'Almageste. En particulier, aux sept "climats" des tables de Ptolémée, il en ajouta un huitième, celui de Byzance.
Théon d'Alexandrie serait le premier auteur à avoir écrit sur la théorie de la « trépidation des équinoxes », comme alternative à la précession, sans pour autant y souscrire. Il a aussi écrit sur le poète technique Aratos de Soles.

## Hommage
Un cratère lunaire a été nommé Theon Junior (Théon le Jeune) en son honneur. Il forme un couple de cratères avec Theon Senior (nommé en hommage à Théon de Smyrne).

### Ouvrages de Théon d'Alexandrie
- Traductions de Nicolas Halma ;
  - Abbé Halma, Commentaire de Théon d'Alexandrie sur le premier livre de la Composition mathématique, Paris, Merlin, 1821 (lire en ligne) ;
  - Abbé Halma, Commentaire de Théon d'Alexandrie sur le second livre de la Composition mathématique, Paris, Merlin, 1821 (lire en ligne) ;
  - Abbé Halma, Commentaire de Théon d'Alexandrie sur le livre III de l'"Almageste", Paris, A. Blanchard, 1822 (lire en ligne) ;
  - Abbé Halma, Tables manuelles astronomiques de Ptolémée et de Théon (deuxième partie), Paris, A. Blanchard, 1823 (lire en ligne) ;
  - Abbé Halma, Tables manuelles astronomiques de Ptolémée et de Théon (troisième partie), Paris, A. Blanchard, 1825 (lire en ligne) ;
- Vie d'Aratos, édi. par J. Martin, Scholia in Aratum vetera, Stuttgart, Teubner, 1974, p. 14-18.

### Études sur Théon d'Alexandrie
- Jaap Mansfeld, Histoire du platonisme : Prolegomena Mathematica. From Apollonius of Perga to the Late Neoplatonism. With an Appendix on Pappus and the History of Platonism, Leyde, Boston ; Köln : Brill ; Philosophia antiqua, 1998. - VII-178 p.  (ISBN 90-04-11267-7) .
- A. Tihon, "Théon d'Alexandrie et les " Tables Faciles " de Ptolémée", Archives internationales d'histoire des sciences, 1985 (35), n° 1124-115, p. 106-123.  (ISSN 0003-9810) .
- (en) Gerald J. Toomer, « Theon Of Alexandria », dans Complete Dictionary of Scientific Biography, Détroit, éditions Scribner, 2008 (ISBN 978-0-684-31559-1, lire en ligne)